# Protestantse Begraafplaats Charlois

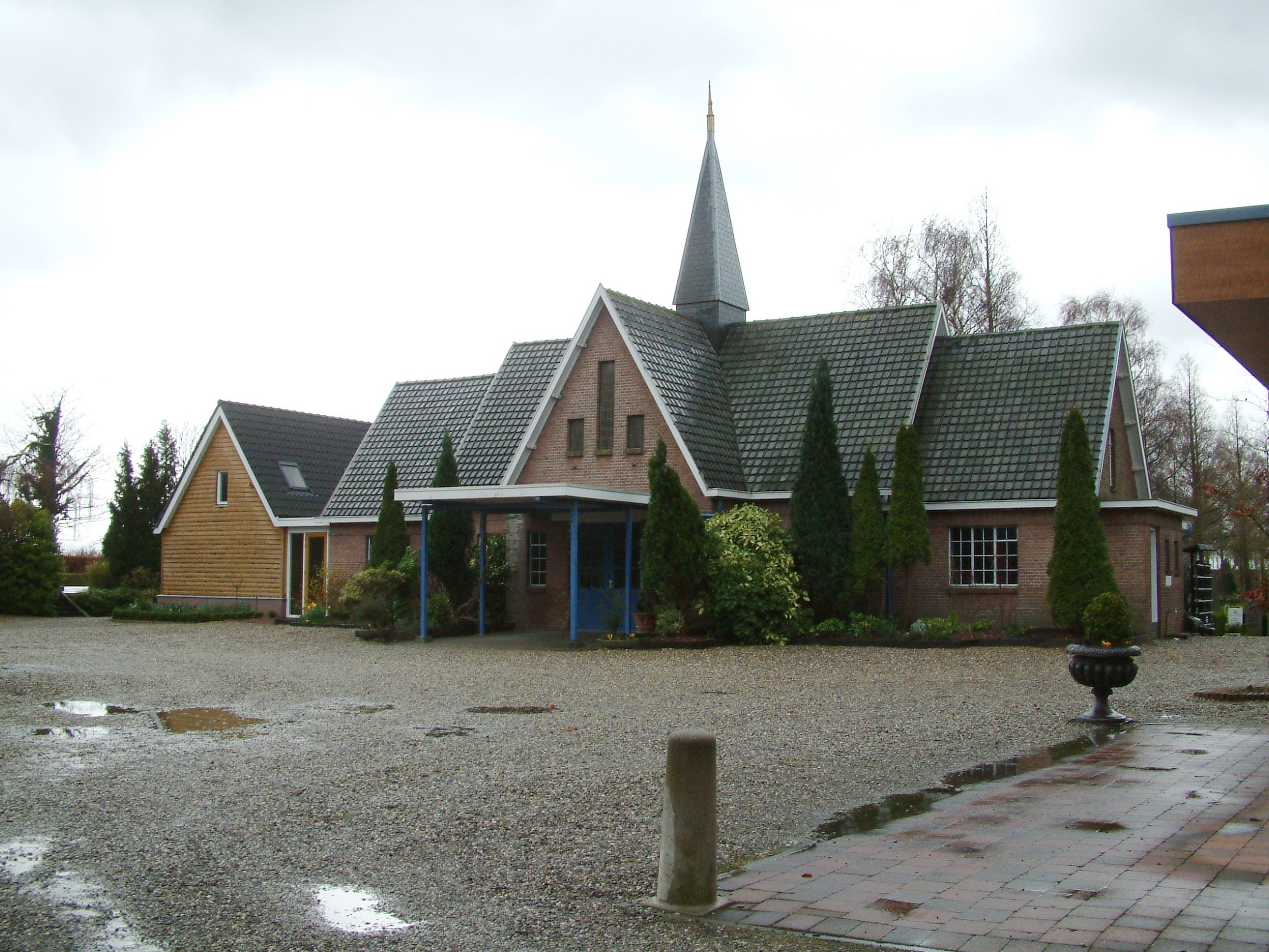
De kapel

De Protestantse Begraafplaats Charlois ligt in de Nederlandse stad Rotterdam, aan de Charloisse Lagedijk, en is een begraafplaats waar veel mensen uit de oude dorpen Charlois en Katendrecht zijn begraven. Voor de oorlog zijn ook veel rijke Rotterdammers van de overkant van de rivier er begraven. Opmerkelijk is dat veel mensen die op Charlois zijn geboren en door de woningnood zijn uitgezwermd toch op Charlois willen worden begraven. Charlois en Katendrecht zijn door Rotterdam in 1895 geannexeerd.
De kapel is gebouwd naar een traditionalistisch ontwerp van G.A. Bestebreurtje. Van de oude begraafplaats komt het postament met gebroken zuil voor de scheikundige A.G. Pieper (28 juli 1840 - 22 augustus 1900). Er is een familiegraf van de adellijke familie Reuchlin met een steen met de naam van jonkheer Johan George Reuchlin. Deze kwam om bij de ramp met de Titanic. Charloise notabelen van de families Blok, Barendregt, Breukhoven, Kranenburg, Kruidenier, Niemantsverdriet, Jungerius en Vaandrager hebben er een graf.

## Geschiedenis
Vroeger werd in de Oude kerk en op het kerkhof rond de kerk in Charlois begraven. Omdat niet meer binnen de bebouwde kom mocht worden begraven werd in 1828 door de Hervormde Gemeente "Charlois" een begraafplaats aangelegd aan de binnenkant van de Sluisjesdijk. Dit was de plaats waar eerder een groot aantal mensen was begraven dat in 1512 was verdronken in de rivier. Bij de inwijding van de vernieuwde en vergrote kerk staken naar men zegt wel 5000 mensen in processie de bevroren rivier over. Door de dooi en noordwesterstorm was het ijs te zwak geworden en men zakte massaal door het ijs. De slachtoffers van dat ongeluk zijn in een massagraf begraven. Over de precieze datum en omstandigheden van overlijden bestaat geen zekerheid, zeker is dat er bij het uitgraven van de sloten voor de nieuwe begraafplaats vele overblijfselen van menselijke geraamten werden gevonden. Die plaats heette op Charlois lang de "Papenpit". De eerste overledene werd op dit kerkhof in 1829 begraven, de laatste in 1924.
Toen de Waalhaven werd gegraven kwam de positie van deze begraafplaats steeds meer in de knel, onder andere door de toenmalige toegangsweg naar de wijk Heijplaat en het feit dat de haven steeds verder werd uitgegraven. Namens de kerkvoogdij onderhandelde H.J. Kruidenier met de gemeente Rotterdam en eind 1922 gingen beide partijen akkoord met een bedrag van ƒ 85.000,- en werden de overblijfselen en zerken van de begraafplaats Sluisjesdijk overgebracht naar de huidige begraafplaats Charlois. Op het voorterrein staat links naast de ingang een steen met de informatie over die overbrenging. De eerste die er op Charlois nieuw begraven werd was Gerrit Sloof op 30 juli 1924. Oorspronkelijk lag de begraafplaats op het grondgebied van Rhoon, sinds halverwege de jaren zeventig in Rotterdam.
Op 31 december 2007 is de Hervormde begraafplaats Charlois door de Hervormde Gemeente Charlois in eigendom overdragen aan een stichting en is de naam gewijzigd in Protestantse Begraafplaats Charlois.

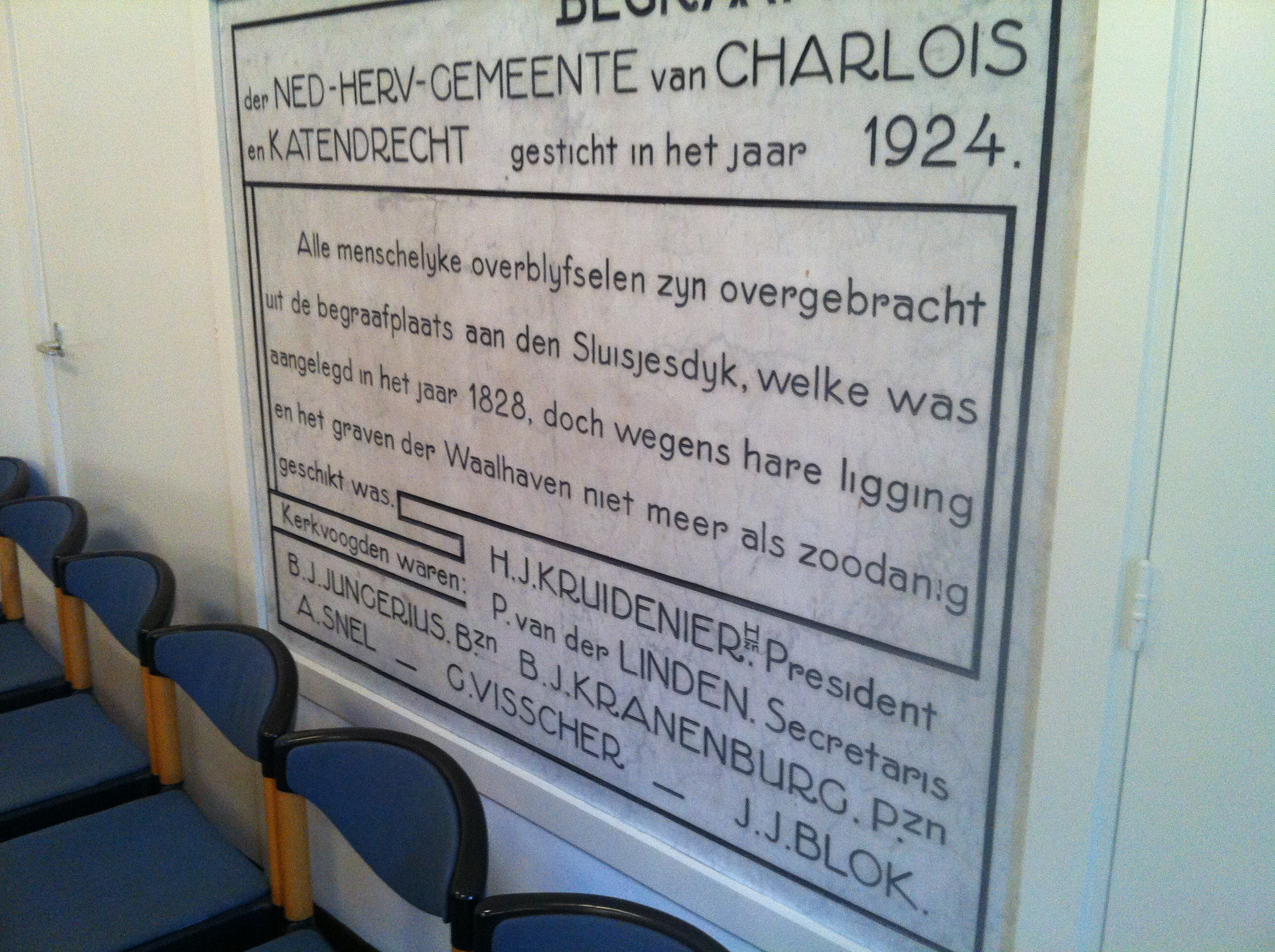
Gedenksteen in de kapel
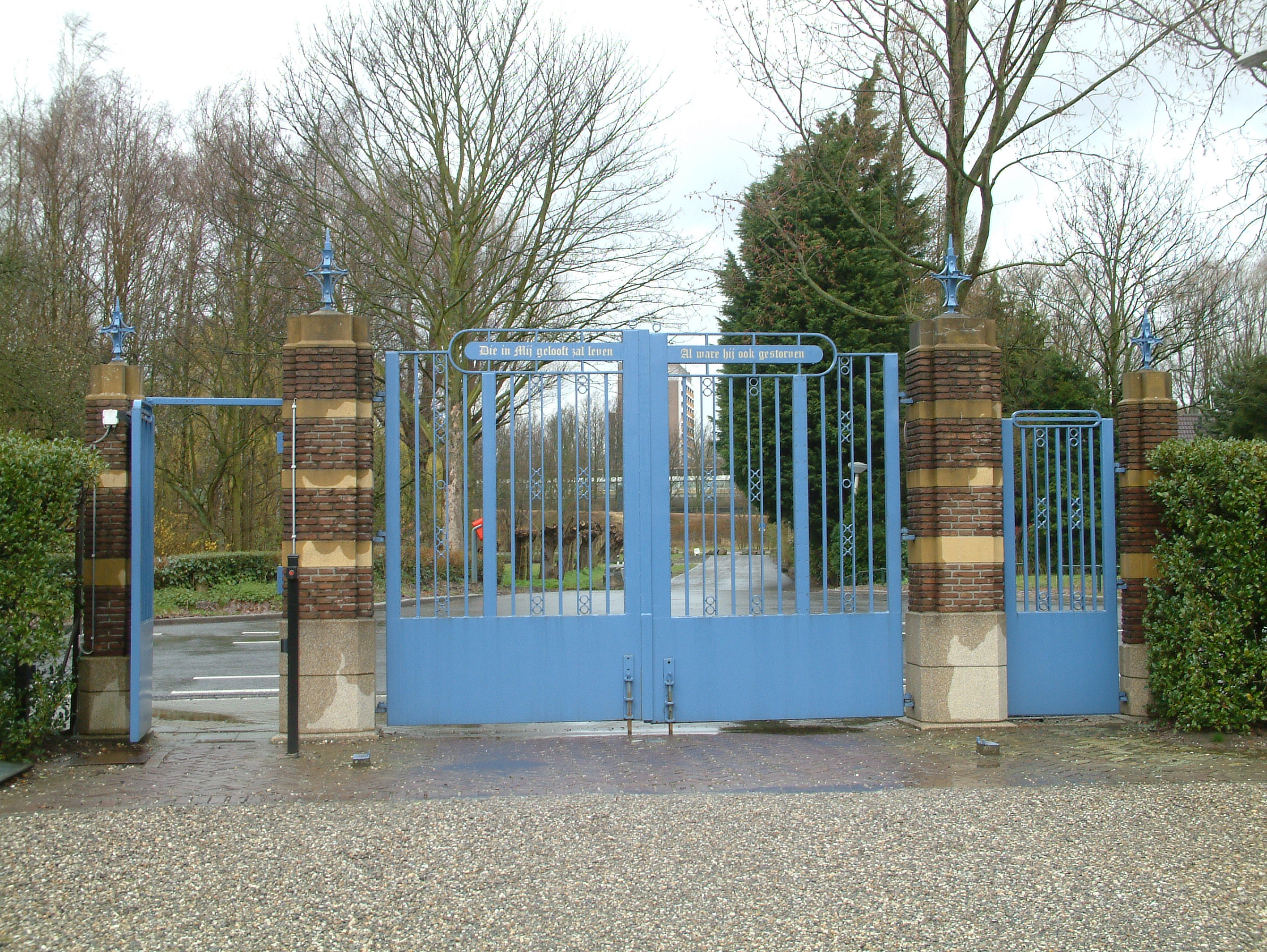
De entree
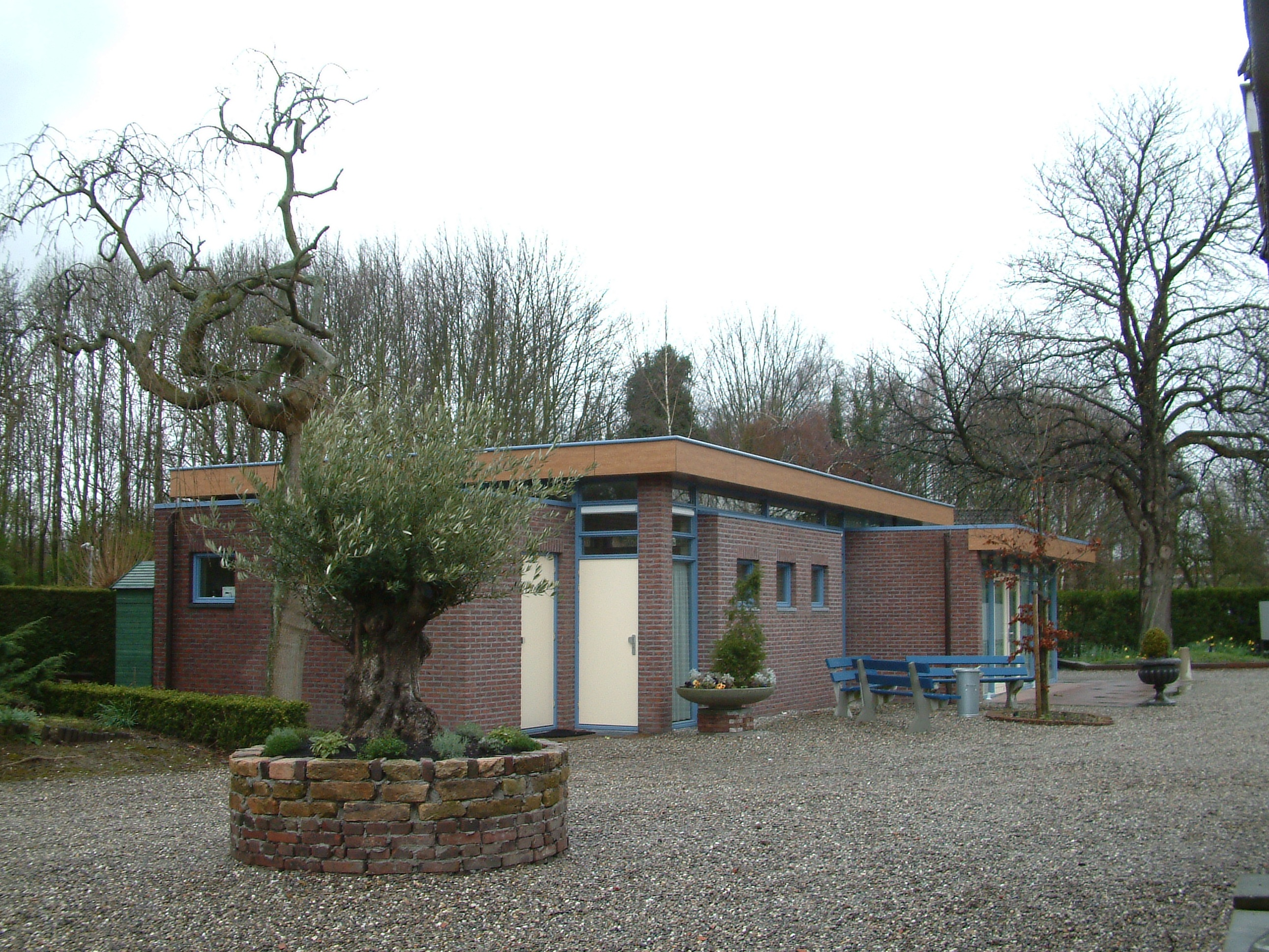
De koffiekamer
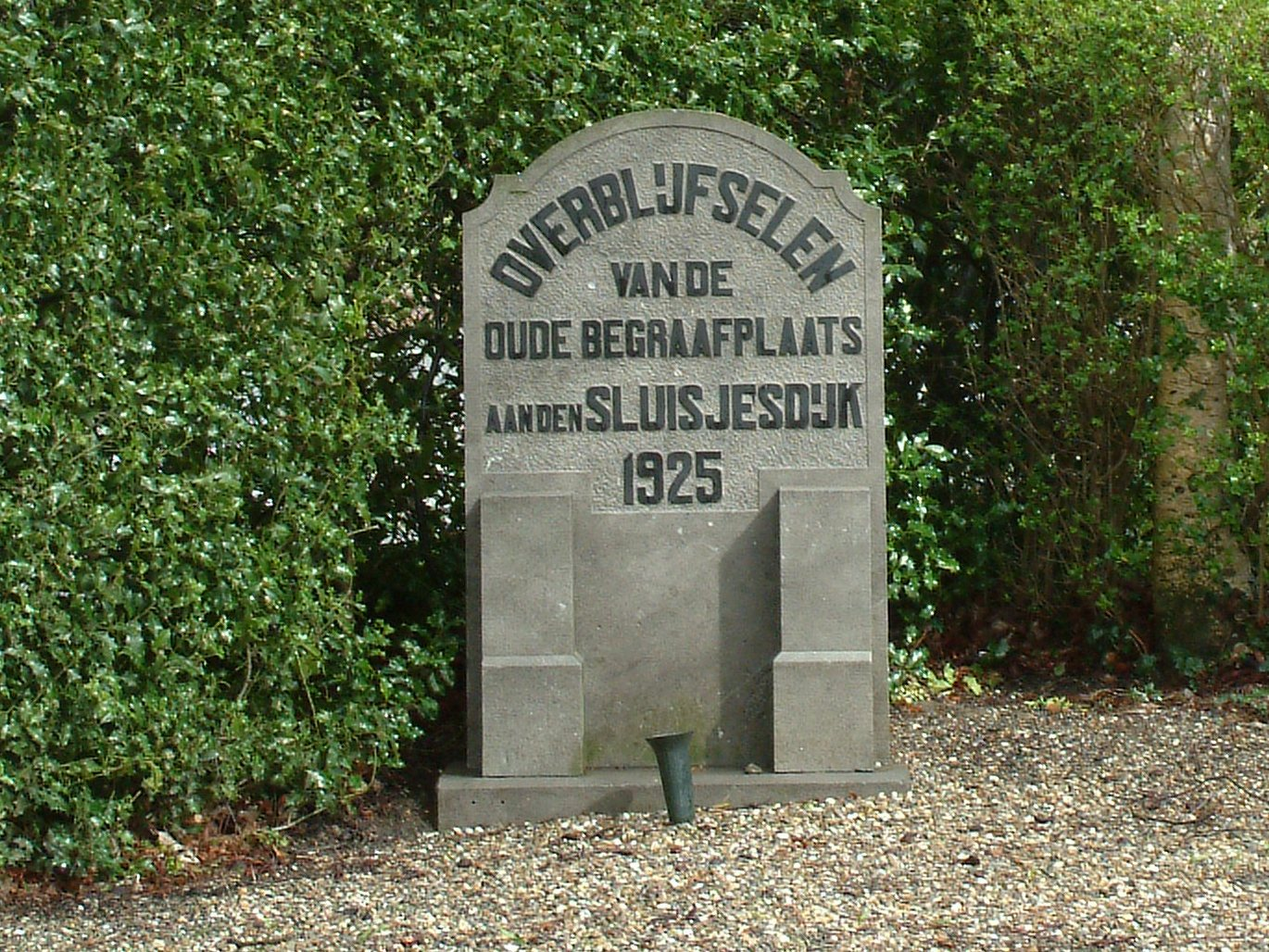
De resten van de Sluisjesdijk
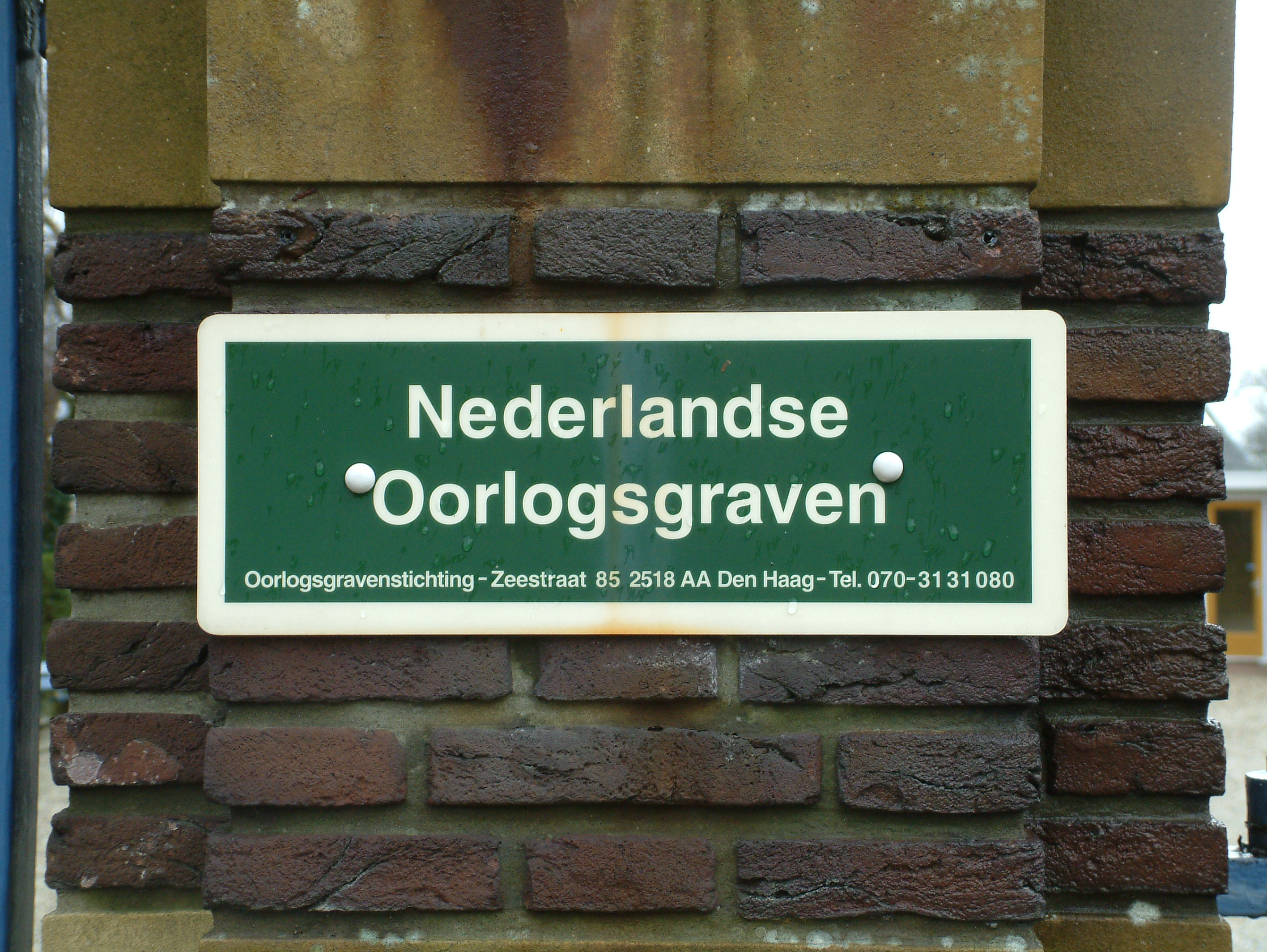
Oorlogsgraven

## Referentie
1. ↑  Begraven in Rotterdam en omstreken, pag. 75 ISBN 90 74455 02 6
2. ↑  Begraven in Rotterdam en omstreken, pag. 73 ISBN 90 74455 02 6
3. ↑  Wandelingen in en om Charlois en Katendrecht door W. Blok Wzn 1933